# 大雅系統交流道
大雅系統交流道為國道一號的交流道，位於臺中市大雅區，指標為172K，銜接台74線北屯二交流道，於2024年5月13日17時開放通車，可有效紓解大雅交流道與中清路的車流。
由於該交流道在台74線端已經和北屯二交流道合併，因此「大雅系統交流道」之名稱只用在國道一號端，台74線方面仍使用「北屯二交流道」之名。
|  | 172 大雅系統 |  | 潭子 南屯 |

## 外部連結
- 國道一號大雅系統交流道、大雅交流道示意圖 （页面存档备份，存于）（交通部高速公路局）